# Драгана Трифковић
Драгана Трифковић (Београд, 30. август 1976) српски је новинар, политичар, политички аналитичар и генерални директор Центра за геостратешке студије.

## Младост и образовање
Рођена је у Београду, где је завршила основну, средњу школу и високо образовање.
На основним студијама Универзитета у Београду је стекла звање дипломирани инжењер, а затим је завршила мастер студије из природно-техничких наука, као и мултидисциплинарне мастер студије при Београдском Универзитету: Тероризам, организовани криминал и безбедност. Ментор на студијама био јој је професор Драган Симеуновић, а одбранила је мастер рад на тему "Учешће бораца са Балкана у оснивању и деловању терористичке организације Исламска држава". Додатне обуке завршила је у Руској Федерацији: Академија ОДКБ, семинаре у Центру за анти-тероризам Заједнице независних држава и Школу војних кореспондената. Докторске студије наставила је на Техничком факултету БУ и Филозофском факултету у Москви.

## Политичка каријера
Била је дугогодишњи члан и функционер Демократске странке Србије. Била је члан Економског и Политичког савета Демократске странке Србије. На седници Главног одбора Демократске странке Србије одржаној 12.09.2015. изабрана је у Председништво странке.
Због неслагања са члановима Председништва странке, искључена је из Демократске странке Србије 5. октобра 2016. године. Своје виђење унутарстраначког сукоба изнела је у тексту „Напредни ДСС” и Последње слово о ДСС. Након искључења из ДСС основала је са групом истомишљеника Народни покрет. Овај покрет је са својим оснивачима и члановима колективно приступио покрету Двери у октобру 2018. године.
Драгана Трифковић је била члан Председништва Двери, председник Савета за спољне послове и саветник председника посланичке групе Двери у Скупштини Србије за међународне односе и безбедност до августа 2020. године, када напушта покрет Двери и реактивира рад Народног покрета.
У августу 2020. године је заједно са академиком Костом Чавошким, проф. др Милом Ломпаром, др Марком Јакшићем и проф. др Дејаном Мировићем поднела кривичну пријаву против Александра Вучића за кривично дело из члана 307 КЗ угрожавање територијалне целине или издаје и велеиздаје.
У уводном делу седнице СБ УН у септембру 2022. године, Драгана Трифковић директор Центра за геостратешке студије, говорила је о оружју које је за време рата у Југославији допремано на ратиште, поредећи то са ратом у Украјини.

## Дипломатска и новинарска каријера
Објављивала је ауторске текстове на политичким порталима Нови стандард, Фонд Слободан Јовановић, НСПМ, Стање ствари, Принцип и другим. Сарађује са српским часописом Геополитика, немачким Zuerst, руском Известијом. и Регнумом.
Извештавала је са ратног подручја источне Украјине (Донбаског региона), а позната је и по ексклузивним интервјуима са светски познатим активистима.
Сарадник је Федералног информационо-политичког часописа Личност државе у Руској Федерацији.
Заменик је главног уредника руског издања часописа Филозофија. Аутор је портала Евроазија експерт.
Трифковићева је експерт Фонда развоја евроазијске интеграције.
Предаје на Академији при председнику Руске Федерације РАНХиГС, Брјанска филијала.
Ради као експерт за руски Центар стратешких оцена и прогноза и руски Центар стратешких конјуктура. Чест је саговорник иностраних медија, посебно оних из Русије.
Члан је Савета експерата организације Силна Русија и Савета међународних експерата Јалтског економског форума (Руска Федерација). Члан је међународне асоцијације "Пријатељи Крима". Од 2019. године је члан Међупарламентарне комисије за људска права (формираној од стране AFD) у Бундестагу. Саветник је Међународног комитета Светског конгреса за права хиндуса из Бангладеша. Почасни је члан италијанске организације Европски институт за безбедност и информације. Извршни је директор за међународне дипломатске везе Института за интернационалне лидере мира са седиштем у Исламабаду и Лондону
Координатор је либанске организације The Global Gathering to Support the Choice of Resistence за Србију.
Године 2022. објавила је књигу на руском језику „Крым и Донбасс — это Россия. Весь мир Россия… кроме Косово. Косово — это Сербия“, Центар стратешких коњуктура, Москва, за коју је добила награду Удружења књижевника Русије.
Године 2024. објавила је књигу на српском језику "Како смо изгубили државу", Пешић и синови, Београд.
Аутор је два документарна филма: Када лаж постане професија и Сведочанства из ратог Донбаса. Филм о Донбасу је ушао у ужи избор филмског фестивала Линија фронта и приказан је у оквиру фестивала на великом платну у Ростову на Дону.
Тврдила је да је изложена нападима појединих медија, о чему је обавестила Међународну федерацију новинара IFJ.
Говори енглески и руски језик, служи се арапским и немачким.
Живи и ради на релацији Београд-Москва.